# Knott County
Knott County är ett administrativt område i delstaten Kentucky, USA. År 2010 hade countyt 16 346 invånare. Den administrativa huvudorten (county seat) är Hindman. Countyt har fått sitt namn efter guvernör J. Proctor Knott.

## Geografi
Enligt United States Census Bureau har countyt en total area på 914 km². 912 km² av den arean är land och 2 km² är vatten. 

### Angränsande countyn
- Magoffin County - nord
- Floyd County - nordost
- Pike County - öst
- Letcher County - syd
- Perry County - sydväst
- Breathitt County - nordväst